# Three Girls Lost
Three Girls Lost è un film del 1931 diretto da Sidney Lanfield.
È un film drammatico statunitense con Loretta Young, Lew Cody e John Wayne.

## Produzione
Il film, diretto da Sidney Lanfield su una sceneggiatura di Bradley King con il soggetto di Robert Hardy Andrews, fu prodotto dalla Fox Film Corporation.

## Distribuzione
Il film fu distribuito negli Stati Uniti dal 19 aprile 1931 al cinema dalla Fox Film Corporation.
Alcune delle uscite internazionali sono state:
- nel Regno Unito il 12 ottobre 1931
- in Finlandia il 7 agosto 1932